# ¡Basta Ya!
¡Basta Ya! è un'organizzazione popolare spagnola che unisce persone, con posizioni politiche diverse, contro il terrorismo, principalmente l'ETA, e contro la proposta di un nuovo Statuto di Autonomia della Nazione Basca fatta dal presidente di questa, Juan José Ibarretxe. Le sue attività principali sono manifestazioni anti-terrorismo e proteste.
Nel 2000 l'organizzazione è stata premiata con il Premio Sakharov per la libertà di pensiero.
Alcuni suoi membri famosi sono Jon Juaristi, Maite Pagazaurtundua, Arcadi Espada, Carmen Iglesias, Javier Urquizu e Fernando Savater.
Premio Sakharov per la libertà di pensiero.